# Rhipidia gracilirama
Rhipidia gracilirama är en tvåvingeart. Rhipidia gracilirama ingår i släktet Rhipidia och familjen småharkrankar.

## Underarter
Arten delas in i följande underarter:
- R. g. gracilirama
- R. g. lassula